# Arkaim

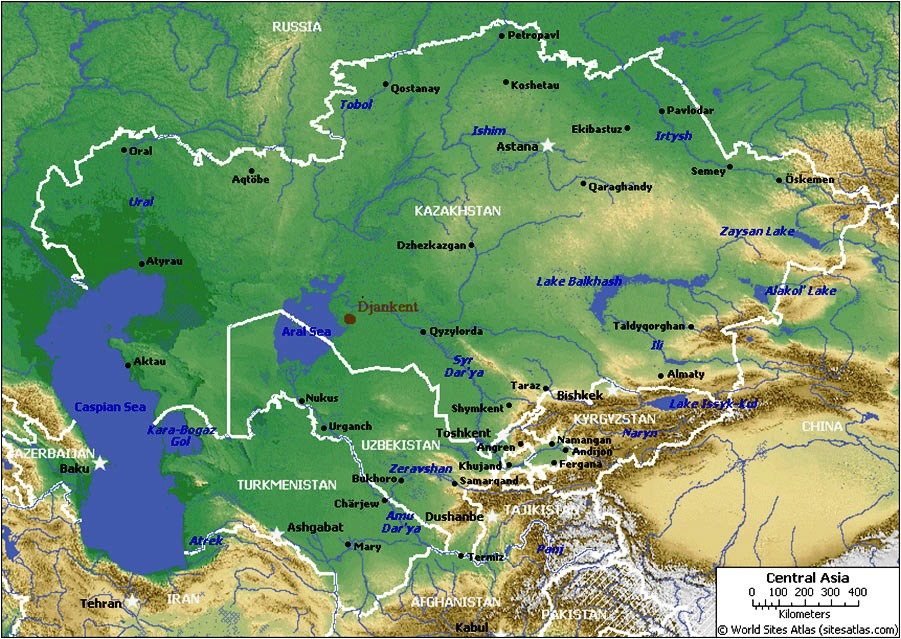

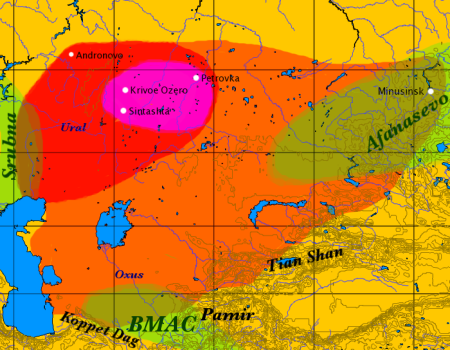
Az andronovói kultúra területe

Arkaim, (orosz nyelven: Аркаим) egy régészeti lelőhely az Urali sztyeppén, Oroszország és Kazahsztán határán, a Cseljabinszki területen. A településről feltételezik, hogy az andronovói kultúra idején, vagy Kr. e. 2000. körül keletkezhetett.

## Fekvése
Amurskitól 8,2 km-rel észak-északnyugatra, Alexandrovskitól 2,3 km-rel délre-délkeletre. 

## Története
1987-ben egy Cseljabinszk környéki víztározó építési munkálataiba kezdtek a területen, melynek építési előkészületi munkálatai során figyeltek fel a területen található különleges köröket alkotó  rommaradványokra. A környéket vizsgáló expedíció régész professzora, Gennagyij Zdanovics szerint a területen több város is van eltemetve a föld alatt. A kutatók húsz, spirál alakú város maradványára találtak. 
A tudósok megdöbbenve tapasztalták, hogy az ősi Arkaim nemcsak egy város, hanem templom és csillagászati obszervatórium volt. 
Bár a település leégett, majd elhagyták, sok részlete máig fennmaradt. Arkaim maradványai sokkal jobb állapotban maradtak fenn, mint a hasonló méretű, szomszédos Szintashta ahol a legidősebb szekér került elő. 
A helyszínen két védett, kör alakú fal állt. Egy központi tér körül két spirális gyűrű, elválasztva a közúttal. A külső gyűrűben 39 vagy 40 azonos méretű ház, a belső gyűrűben 27 ház állt. A kör központjában pedig egy 25x27 m széles tér található.
A település mintegy 20.000 négyzetméter. A körülfogó falak átmérője 160 m. A földből készült megerősített falakhoz épített fagerendás házak levegőn szárított iszap téglából épültek. A települést 2 m mély árok vette körül.
A külső és a belső falak közt négy bejárata volt, a főbejárat nyugatra feküdt.